# 秋田いなふく米菓
秋田いなふく米菓株式会社（あきたいなふくべいか）は、米菓（あられ・せんべい・ぬれおかき）の製造及び販売を行っている企業。本社を秋田県秋田市に置く。山崎製パングループに属する。
原料に秋田県産米を使い、独自の商品開発に力を入れている。

## 概要
1965年に秋田市で開催された「第16回全国菓子大博覧会」を訪れた高松宮宣仁親王が、小畑勇二郎知事（当時）に「米の国秋田なのに、米の使ったお菓子が無いね」と話した。その話が秋田県菓子工業組合に伝わり、1966年に組合員有志数名が設立した。
現在は主力商品である「ぬれおかき」が好評で、インターネットなどの通信販売の売上が好調である。また、コンビニエンスストアのプライベートブランドでの販売で、全国に販路を拡大している。
製品の一部には、包装袋の表側に山崎製パンのロゴマーク（パンの包装袋のロゴと同じ物）、または江崎グリコのロゴマーク（後述する「コメッコ」のみ）があり、裏に記載の製造元が秋田いなふく米菓で、販売元が山崎製パン、または江崎グリコ（後述する「コメッコ」のみ）になっている商品もある。

## 沿革
- 1966年（昭和41年）5月11日 - 秋田いなふく米菓協同組合を設立。
- 1973年（昭和48年）8月 - 秋田いなふく米菓株式会社に組織変更。
- 1996年（平成8年）2月 - 現在の主力商品「ぬれおかき」を発売。
- 2004年（平成16年）2月 - 秋田県南秋田郡大潟村との契約栽培もち米「たつこもち」を原料として使用開始。
- 2011年（平成23年）
  - 6月6日 - 東ハトとの共同企画商品「暴君ハバネロ&揚げ塩おかき」を発売。
  - 6月20日 - CoCo壱番屋との共同企画商品「カレーピーナッツ揚」を発売。
- 2012年（平成24年）6月 - 江崎グリコからライススナック「コメッコ」（ホタテ味・のりわさび味）の製造を受託。